# Jan Majewski (ekonomista)
Jan Majewski (ur. 9 stycznia 1929 w Łochowie, zm. 20 grudnia 2016) – ekonomista, naukowiec, wychowawca młodzieży, działacz opozycyjny w czasach PRL; doktor habilitowany nauk ekonomicznych.
Urodził się jako syn Jana Tadeusza Teodora Majewskiego h. Starykoń i Zofii Konstancji Krynickiej h. Korab. Ojciec zginął w Auschwitz w 1942 roku. Jan Majewski studiował w Wyższej Szkole Handlu Morskiego w Sopocie, a następnie na Politechnice Szczecińskiej, którą ukończył w 1960 roku.

## Kariera zawodowa
Na początku kariery zawodowej, w latach 1953–1963, pracował w przedsiębiorstwie „Państwowa Komunikacja Samochodowa” w Gdańsku, zajmując się organizacją procesów transportowych, planowaniem i analizami ekonomicznymi oraz kierując służbami handlowymi.
Pracę dydaktyczną z młodzieżą rozpoczął w 1961 roku jako nauczyciel w Technikum Samochodowym w Gdańsku. Uczył tam ekonomiki i organizacji przedsiębiorstw transportu samochodowego do 1967 roku. Przez krótki okres między 1965 a 1967 rokiem pracował w Centralnym Ośrodku Badań i Rozwoju Techniki Kolejnictwa w Gdańsku.
Największa część jego kariery zawodowej związana była z Wyższą Szkołą Ekonomiczną w Sopocie (1967 – 1970) i Uniwersytetem Gdańskim, którego pracownikiem był od 1970 do 2004 roku. Stopień doktora nauk ekonomicznych uzyskał w 1970 roku, stopień doktora habilitowanego nauk ekonomicznych z zakresu ekonomiki transportu w 1977 roku. Na stanowisko profesora nadzwyczajnego Uniwersytetu Gdańskiego został awansowany w 1989 roku. W trakcie swojej pracy pełnił funkcję m.in. prodziekana ds. studenckich Wydziału Ekonomiki Transportu UG, dyrektora Instytutu Ekonomiki Transportu Lądowego i kierownika Katedry Ekonomiki i Organizacji Transportu Samochodowego (do roku 1990) oraz kierownika Katedry Ekonomiki i Funkcjonowania Przedsiębiorstw Transportowych (w latach 1990–1993). Patronował studenckiemu niemieckojęzycznemu teatrowi Logos.
Był autorem wielu książek i publikacji naukowych, specjalizował się w ekonomice transportu. W latach 1979–1989 był członkiem Rady Naukowej Instytutu Transportu Samochodowego, w tym przez jedną kadencję wiceprzewodniczącym rady. Przez wiele lat brał aktywny udział w pracach Gdańskiego Towarzystwa Naukowego, pełniąc m.in. funkcję sekretarza generalnego. Był pomysłodawcą kwartalnika „Acta Energetica”, wydawanego przez ENERGA SA we współpracy z Politechniką Gdańską od 2009 roku.

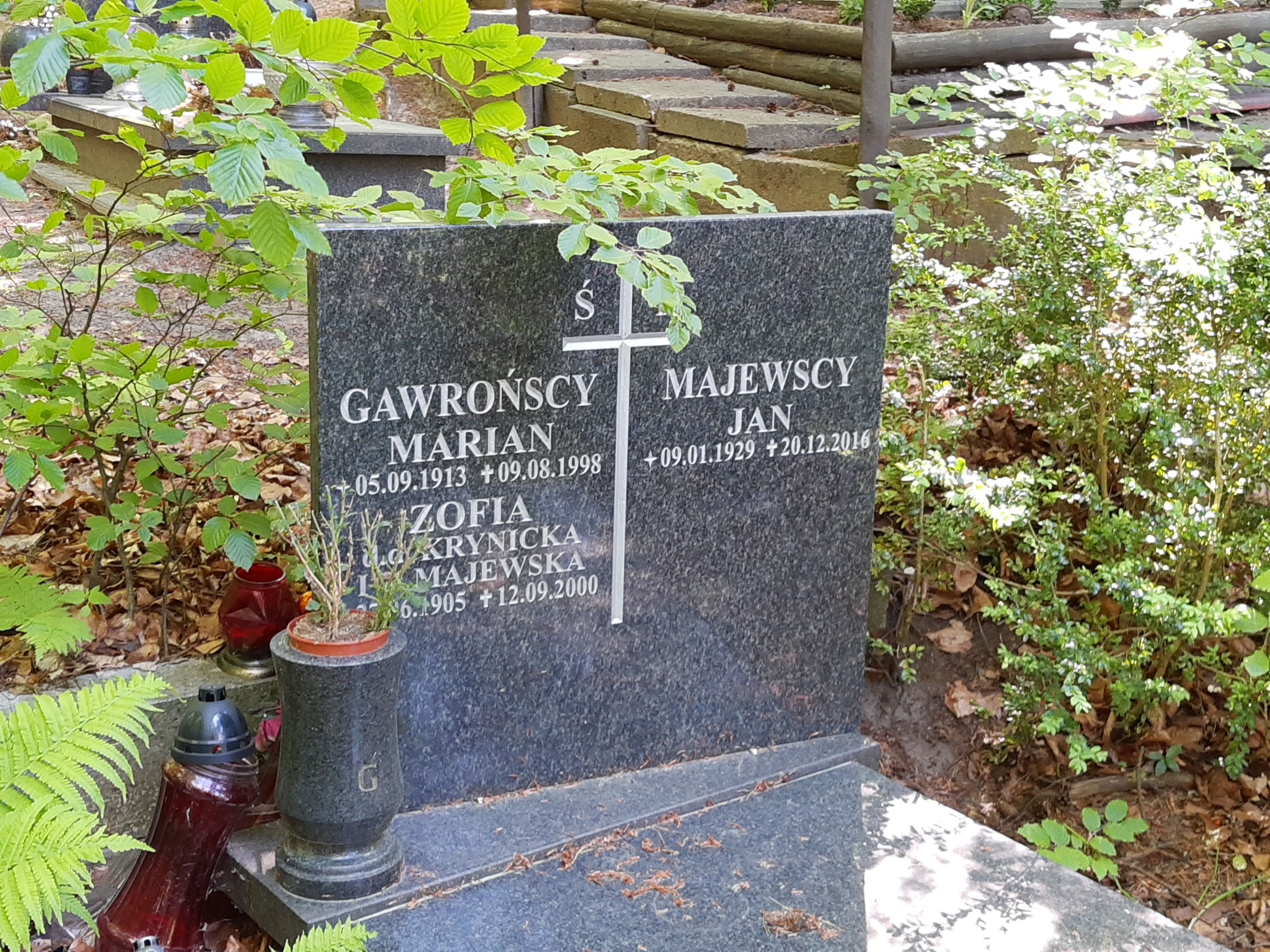
Grób Jana Majewskiego na Cmentarzu Srebrzysko

## Działalność społeczna
Poza działalnością naukowo-dydaktyczną Jan Majewski był m.in. wychowawcą młodzieży, brał też udział w ruchu Solidarności oraz w tworzeniu środowiska gdańskich liberałów; był aktywnym uczestnikiem życia gospodarczego.
W latach osiemdziesiątych był zaangażowany w struktury „Solidarności”, m.in. jako przewodniczący Komisji Zakładowej NSZZ „Solidarność” Uniwersytetu Gdańskiego. W 1981 roku był ekspertem Rady Koordynacyjnej Samorządów Pracowniczych województwa gdańskiego, elbląskiego i słupskiego. W latach 80. pełnił rolę nieformalnego opiekuna spółdzielni „Świetlik”, wspierając jej członków wiedzą ekonomiczną. W latach 1988–1990 doradzał komisjom zakładowym NSZZ Solidarność. Był aktywnym uczestnikiem środowiska gdańskich liberałów, z którego najpierw powstał Kongres Liberałów, a potem Kongres Liberalno-Demokratyczny. W 1990 roku pełnił funkcję konsultanta w zakresie public relations przy sztabie wyborczym Lecha Wałęsy.
W latach 80. wielokrotnie doradzał – jako pracownik akademicki – kadrze zarządzającej przedsiębiorstwami transportowymi. W 1985 roku razem m.in. z J. Szomburgiem, J. Lewandowskim, J.K. Bieleckim był w gronie założycieli spółdzielni DORADCA, jednej z pierwszych firm konsultingowych w Polsce, która zatrudniała m.in. represjonowanych działaczy opozycji współpracując m.in. z B. Borusewiczem i D. Tuskiem. Kilka lat później ze spółdzielni wydzieliła się spółka DORADCA Consultants Ltd., w której Jan Majewski uczestniczył jako partner i konsultant do roku 2008. W tym okresie realizował projekty doradcze dla przedsiębiorstw, jednostek samorządu, ministerstw. Był ponadto przewodniczącym i członkiem rad nadzorczych m.in. Banku Gdańskiego, Stoczni Gdańskiej, CBR Energa.

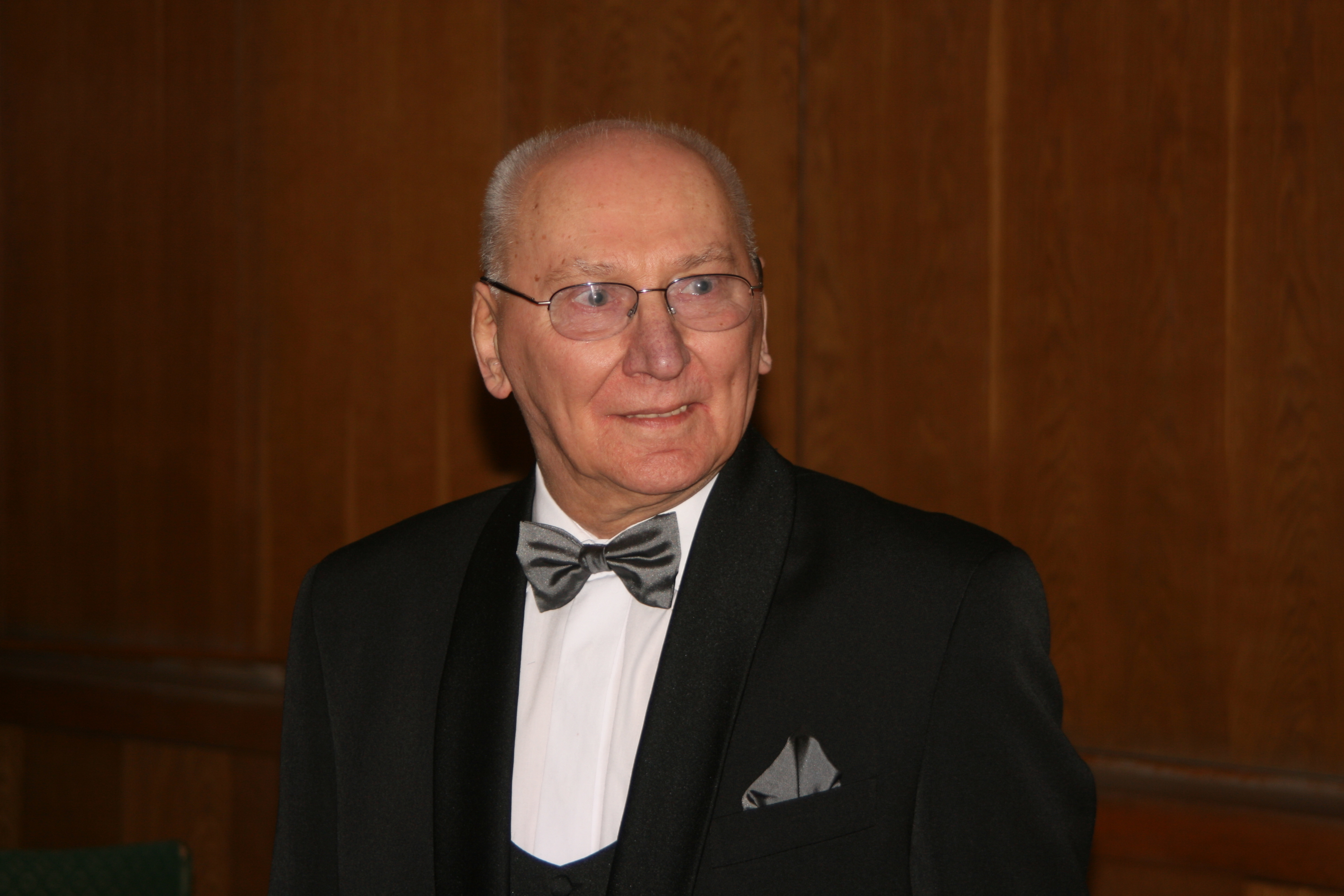

Pomysłodawca i organizator obozów adaptacyjnych dla studentów Uniwersytetu Gdańskiego i innych trójmiejskich uczelni, prowadzonych na terenie Kaszub od 1985 roku. Środowisko skupione wokół tej inicjatywy zostało sformalizowane jako Gdańskie Stowarzyszenie Akademickie, którego celem była integracja środowiska akademickiego w organizacji neutralnej politycznie i rozwijanie umiejętności interpersonalnych swoich członków. W jednym z wywiadów Majewski wspominał: „Podstawą mojej pracy był zespół, który tworzyliśmy ze współpracownikami, doktorantami, studentami. Praca nie była tylko pracą. To były obozy adaptacyjne dla studentów, kajaki, gra w brydża i towarzyszące takim spotkaniom dyskusje, które otwierały nas na wiedzę i nowe koncepcje”.
Wielu wychowanków Majewskiego – studentów, działaczy opozycyjnych, konsultantów – pełniło ważne funkcje w świecie polityki i gospodarki. On sam był aktywny zawodowo prawie do końca swojego życia.
Miejsce spoczynku: cmentarz Centralny Srebrzysko w Gdańsku (rejon IX, kwatera V-10-6).

## Wybrane publikacje
- J. Majewski, K. Misztal, T. Szczepaniak, Przewozy drobnicy między portami morskimi a ich zapleczem, Wydawnictwa Komunikacji i Łączności, Warszawa 1973.
- J. Majewski, Funkcjonowanie w systemie transportowym Polski przedsiębiorstw wykonujących spedycję krajową, Wydawnictwo Uniwersytetu Gdańskiego, Gdańsk 1976 (praca habilitacyjna).
- J. Majewski, Ekonomika przedsiębiorstwa transportu samochodowego, Wydawnictwo Uniwersytetu Gdańskiego, Gdańsk 1987.
- red. H. Woźniak, Funkcjonowanie rynku usług transportowych, Wydawnictwo Uniwersytetu Gdańskiego, Gdańsk 1990 (Jan Majewski był jednym ze współautorów).
- red. J. Majewski, Program Prywatyzacji Podmiotów Komunalnych, Gdańsk – Gdynia 2005.